# Oshkosh Northwestern

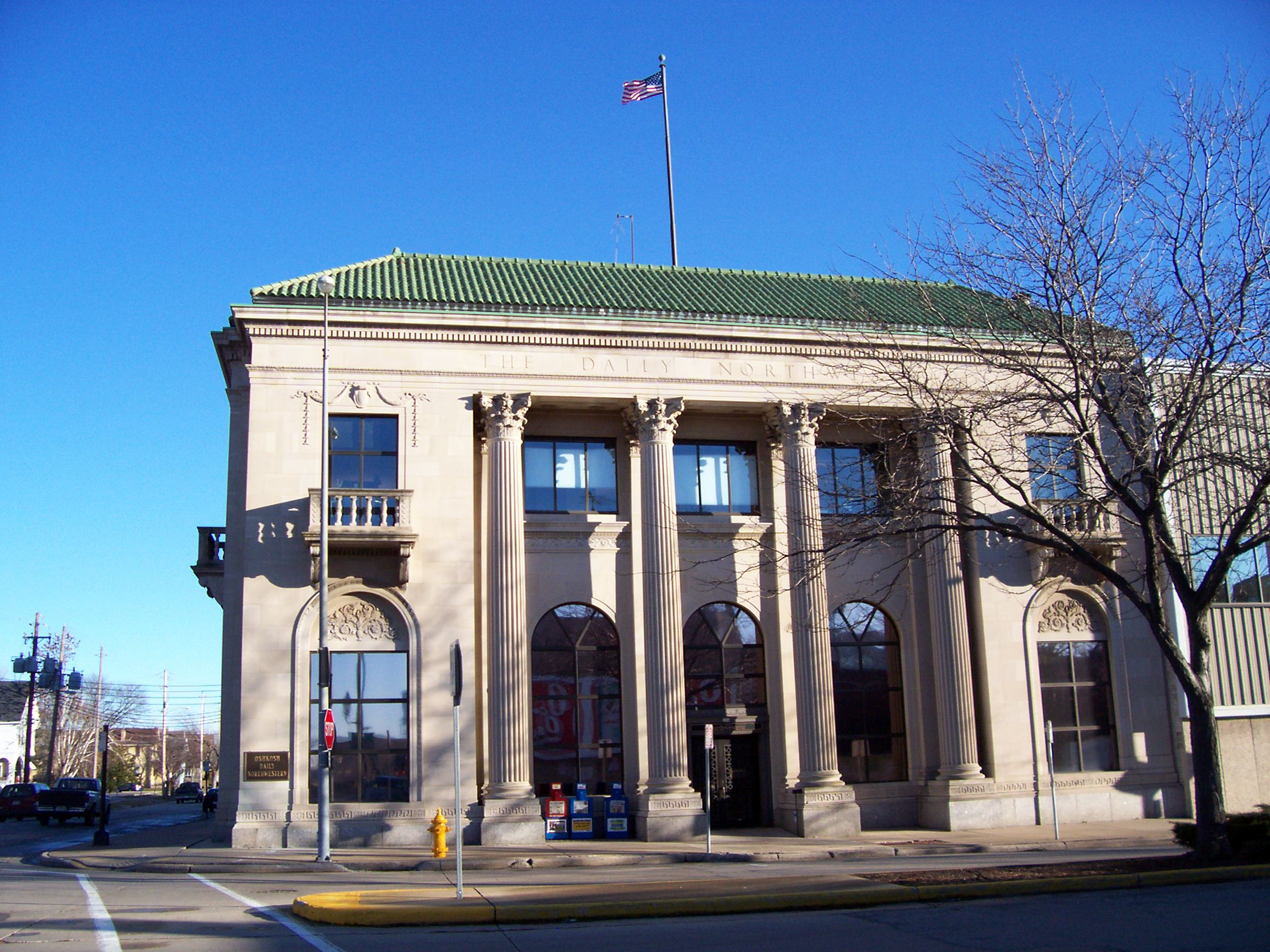
La sede dell'Oshkosh Northwestern

L'Oshkosh Northwestern è un quotidiano con sede a Oshkosh, nel Wisconsin, Stati Uniti d'America. Fa parte della catena di quotidiani Gannett.
Il Northwestern è distribuito principalmente nella Contea di Winnebago, Waushara e Green Lake.

## La sede
La sede del giornale è stata inserita nel Registro Nazionale dei siti storici degli Stati Uniti il 13 maggio 1982. Si tratta di un significativo esempio di architettura rinascimentale degli anni '30.